# Andreas Ostler
Andreas Ostler –conocido como Anderl Ostler– (21 de enero de 1921-24 de noviembre de 1988) fue un deportista alemán que compitió para la RFA en bobsleigh en las modalidades doble y cuádruple.
Participó en dos Juegos Olímpicos de Invierno en los años 1952 y 1956, obteniendo dos medallas de oro en Oslo 1952, en las pruebas doble y cuádruple. Ganó cuatro medallas en el Campeonato Mundial de Bobsleigh, en los años 1951 y 1953.

## Palmarés internacional
| Representando a Alemania |                              |                  |           |
| Juegos Olímpicos         |                              |                  |           |
| Año                      | Lugar                        | Medalla          | Prueba    |
| 1952                     | Oslo (Noruega)               | Medalla de oro   | Doble     |
| 1952                     | Oslo (Noruega)               | Medalla de oro   | Cuádruple |
| Representando a la RFA   |                              |                  |           |
| Campeonato Mundial       |                              |                  |           |
| Año                      | Lugar                        | Medalla          | Prueba    |
| 1951                     | Alpe d'Huez (Francia)        | Medalla de oro   | Doble     |
| 1951                     | Alpe d'Huez (Francia)        | Medalla de oro   | Cuádruple |
| 1953                     | Garmisch-Partenkirchen (RFA) | Medalla de plata | Doble     |
| 1953                     | Garmisch-Partenkirchen (RFA) | Medalla de plata | Cuádruple |